# دیوید فاکس (بازیکن فوتبال)
دیوید فاکس (انگلیسی: David Fox؛ زادهٔ ۱۳ دسامبر ۱۹۸۳) یک بازیکن فوتبال اهل بریتانیا است.